# Aerodrome Flight Information Service
AFIS Aerodrome Flight Information Service är ett flygledningsstöd som används på flygplatser där fullt bemannad flygledning på platsen saknas men där det finns behov av elementärt flygledningsstöd som ombesörjs av en AFIS-tjänsteman. 

## Tjänsten
Tjänsten ger information om till exempel väder, banförhållanden och annan trafik. Det är upp till piloten att undvika annan trafik och tillgodose säkerheten för sin flygning. Flygplatsen kan ha bestämda öppethållningstider men kan också endast vara öppen på begäran. 

## Luftrum
Flygplatsen ska ha ett luftrum liknande det för kontrollerade flygplatser. Luftrummet närmast marken kallas trafikinformationszon förkortat TIZ (Traffic Information Zone) och kan likställas med den kontrollerade flygplatsens kontrollzon (CTR). Luftrummet ovanför TIZ kallas trafikinformationsområde, förkortat TIA (Traffic Information Area) och kan likställas med den kontrollerade flygplatsens terminalområde (TMA). Både TIZ och TIA är luftrumsklass G men med tillägget att det är obligatoriskt med dubbelriktad radiokontakt med Aerodrome Flight Information Service. Under flygplatsens öppettider är det inte tillåtet att flyga in i TIZ/TIA utan att först ha kontaktat AFIS.

## Piloter
Aerodrome Flight Information Service saknar ofta radarstöd.  Det är därför centralt att piloter som flyger i TIZ/TIA eller i närheten av en AFIS-flygplats lämnar regelbundna rapporter om position så att AFIS-tjänstemannen kan lämna god trafikinformation till andra piloter i luftrummet. 

## Regelverk
Aerodrome Flight Information Service är inte internationellt reglerad på samma sätt som normal flygtrafikledning. ICAO har ingen gällande reglering för AFIS. Det finns ett cirkulär nr 211 som gavs ut på 1980-talet men detta gäller ej längre och är inte särskilt omfattande. Eurocontrol har gett ut ett rekommenderande regelverk kallat: Eurocontrol manual for AFIS. Detta regelverk är endast rekommenderande och inte obligatoriskt. 
För svenska AFIS flygplatser gäller Transportstyrelsens regler. 

## AFIS i Sverige
Det är flygplatschefen och transportstyrelsen som bestämmer vilka flygplatser i Sverige som skall tillhandahålla Aerodrome Flight Information Service och vilka som skall ha flygygledare och flygtrafikledningstjänst. 

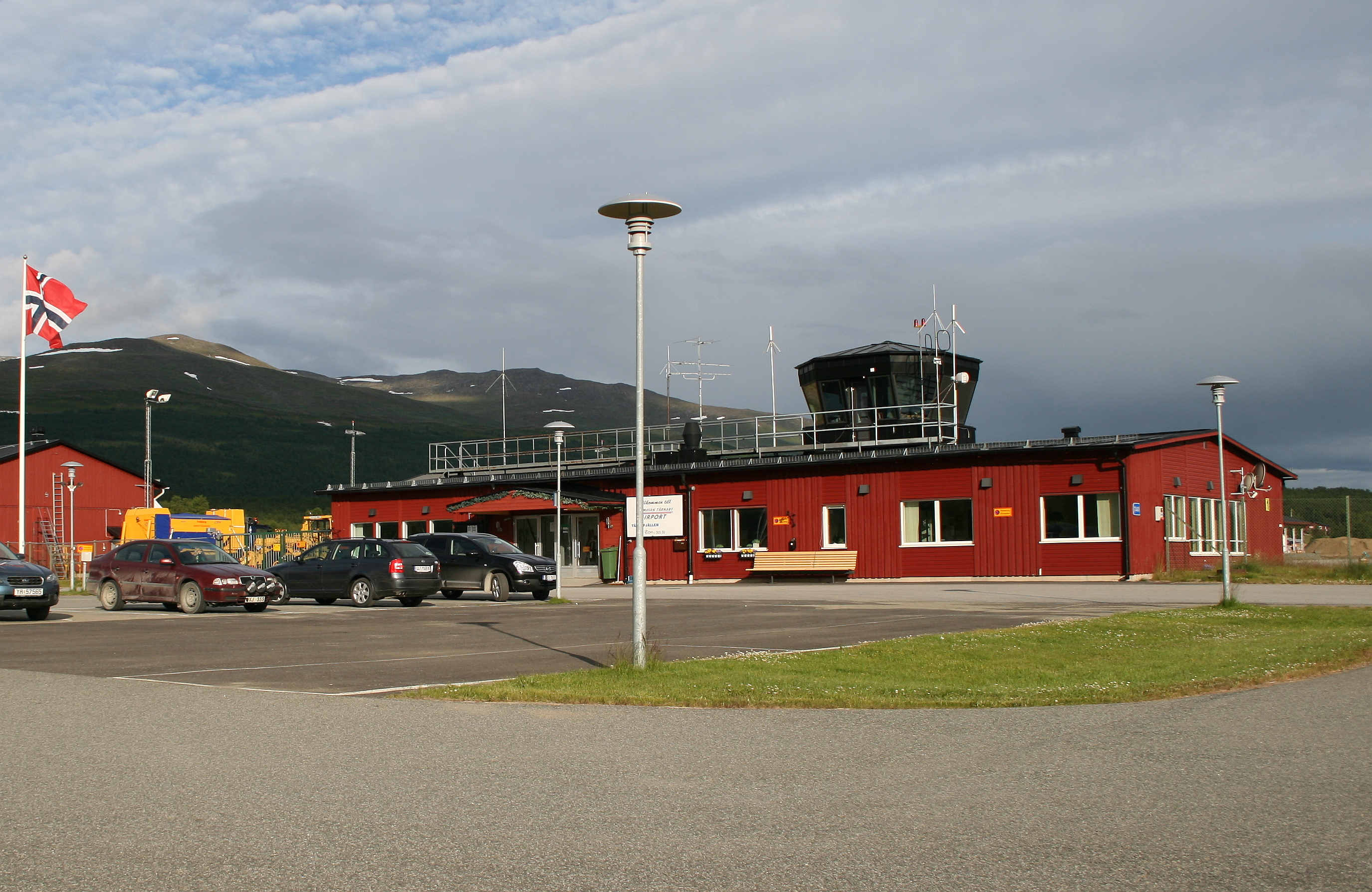
Hemavan AFIS

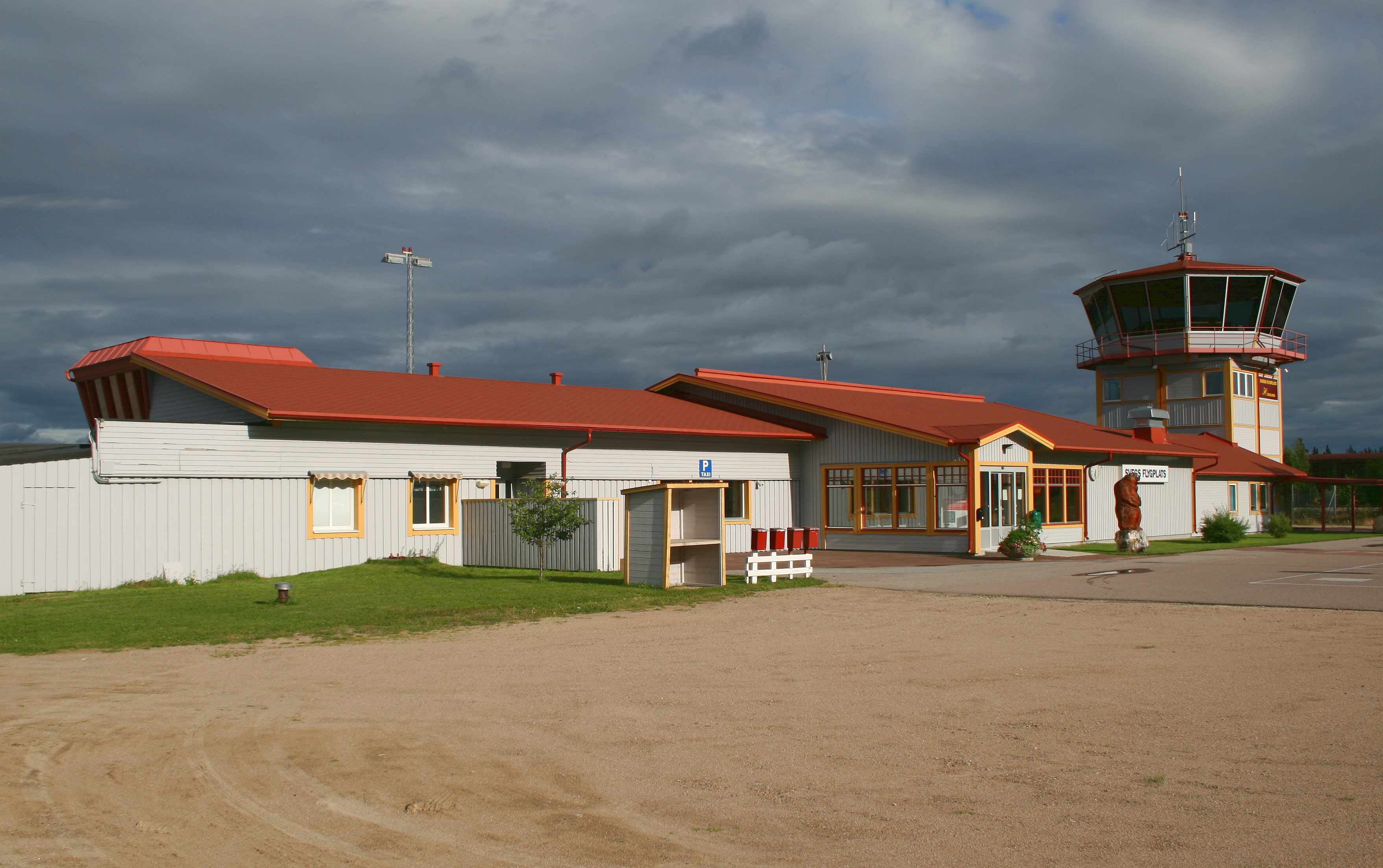
Sveg AFIS

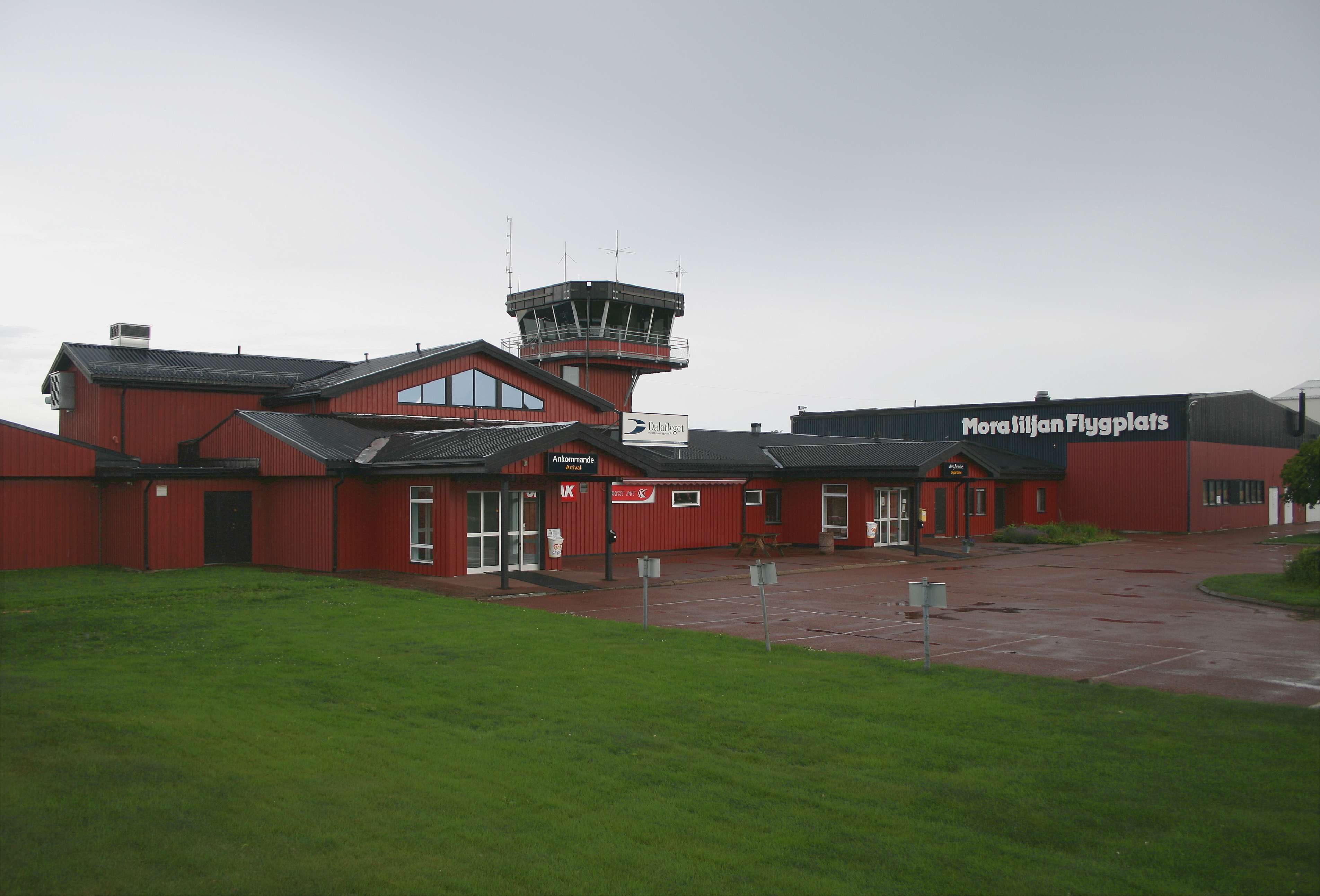
Mora AFIS

AFIS finns i dagsläget på följande 12 flygplatser i Sverige:

- Arvidsjaur flygplats (ATC vissa tider, AFIS andra)
- Eskilstuna-Kjula flygplats
- Gällivare flygplats
- Hagfors flygplats
- Hemavans flygplats
- Kramfors-Sollefteå flygplats
- Lycksele flygplats
- Mora-Siljan flygplats
- Pajala flygplats
- Svegs flygplats
- Torsby flygplats
- Vilhelmina flygplats

### Anställning och utbildning
AFIS servicen i Sverige tillhandahålls i största delen av flygplatsbolaget eller kommunen i de fall då flygplatsen ägs av kommunen. AFIS-tjänstemännen rekryteras och anställs direkt av flygplatsbolaget eller kommunen. Det finns inga standardiserade tester för AFIS tjänstemän så som det finns för flygledare. AFIS tjänstemän måste ansöka om elevcertifikat för att visa att de uppfyller transportstyrelsens krav på medicink hälsa dessa krav för att få påbörja sin utbildning Utbildningen för AFIS tjänstemän är inte internationellt reglerad. I Sverige gäller transportstyrelsens krav. Kraven innefattar teoretisk och praktisk utbildning samt behörighetsutbildning på en flygplats. AFIS tjänstemän måste också ha godkänt radiotelefonicertifikat. 

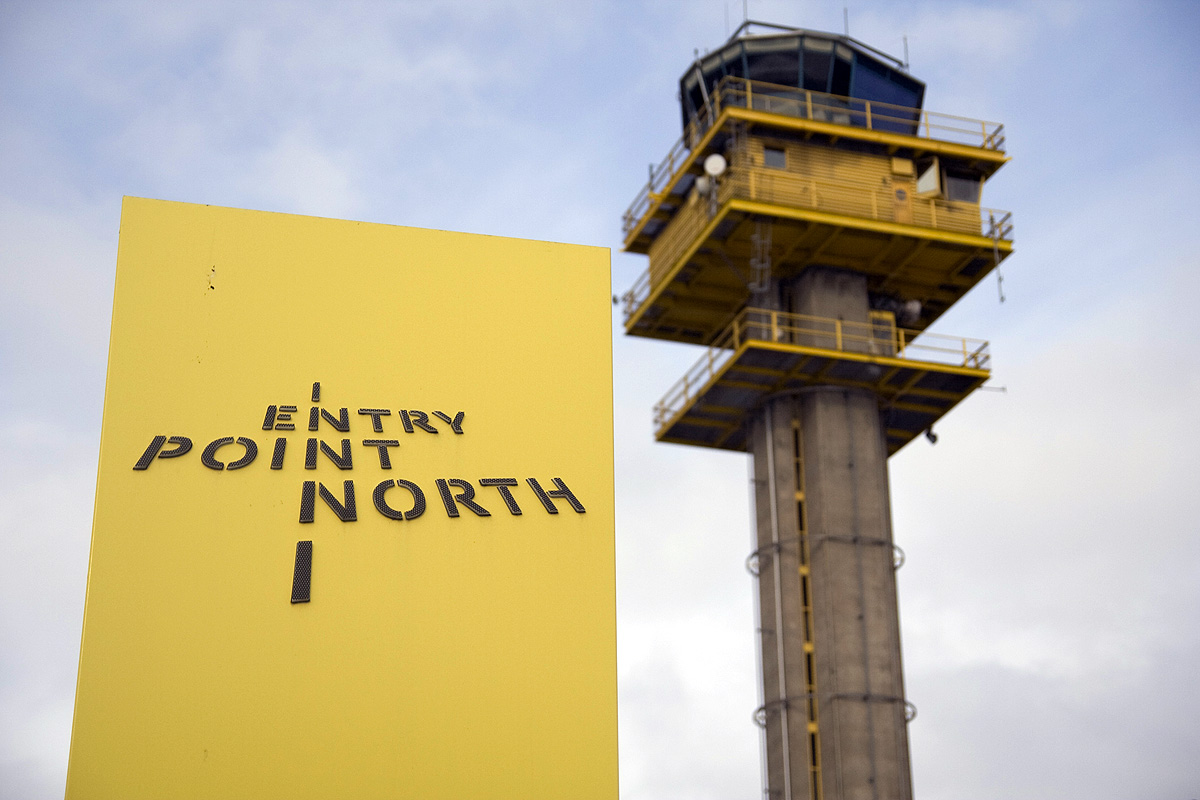
EPN-Entry Point North Internationella flygtrafiktjänstskolan

Det finns två godkända utbildare i Sverige. En på Entry Point North i Malmö. Den andra ligger i Arvidsjaur och genomförs på Arvidsjaur flygplats. Kurserna är på 14 respektive 10 veckor.